# 張通榮
張通榮（1949年2月4日—），臺灣基隆市人。中國國民黨籍政治人物。曾任基隆市議會議員、議長（2001年－2007年）、基隆市市長（2007年－2014年）。市長任內施政評價低落，民調多次縣市長倒數第一，因而國民黨在基隆打下的連續執政於2014年、2018年連續遭到民主進步黨擊敗。2014年因市長任內的關說酒駕判刑1年8個月，不得緩刑。後因最高法院發回更審，2015年10月13日臺灣高等法院更一審判決張通榮徒刑1年8月、緩刑5年確定。

## 生平簡歷

### 早年
其早年先是選上基隆市中正區長潭里里長為民服務，之後又成為基隆市義消小隊隊員、基隆市張廖簡宗親會理事長、基隆市藝宣策進會理事長、基隆市退伍軍人協會理事長、基隆市警察局民防大隊大隊長、瑞芳高工校友會理事長。

### 投入政壇
1986年，始投入地方政壇並當選基隆市議會第十一、十二、十三屆議員（任期1986年－1990年、1990年－1994年、1994年－1998年），一直到1998年。

### 首次選舉醜聞
1994年，張通榮參選基隆市議長選舉，因瀆職、賄選，被判處有期徒刑七個月，褫奪公權兩年，緩刑四年。
1996年，八十五年度上重更（一）字第七十七號判決書：張通榮等有投票權人，收受不正當利益，進而約定承諾在議長選舉時，一定投票給特定人，此行為敗壞選風，影響選舉公正等一切情狀，判處有期徒刑7個月。
1998年，最高法院判決確定，判決書號為台上字第六一六號。

### 再次投入政壇
- 1996年，再次投入地方政壇，又當選基隆市議會第十四屆議員（任期1998年－2001年），一直到2007年。

### 連任第十五屆基隆市議員、並當選議長

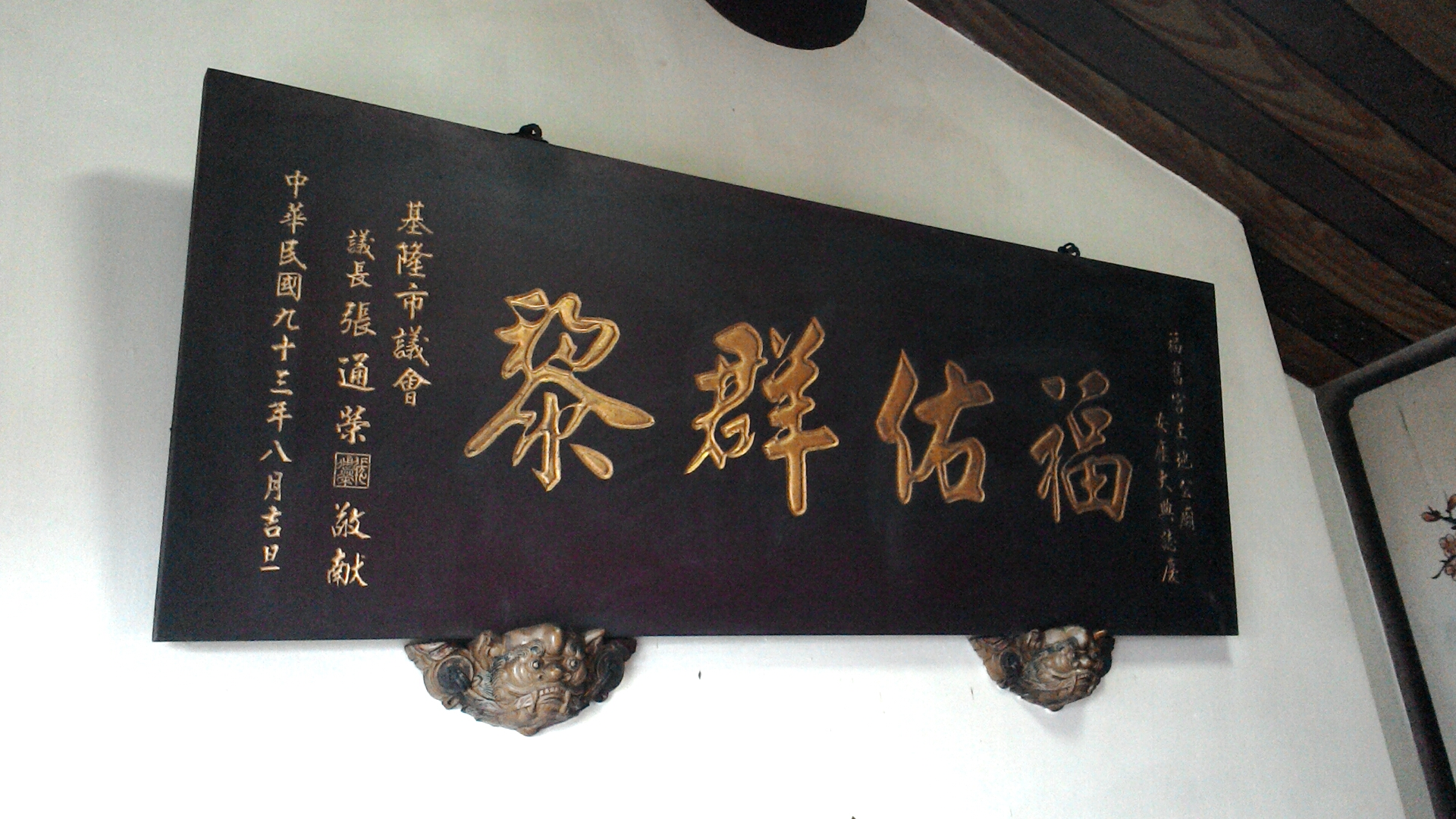
基隆市中正區舊福宮中時任基隆市議會議長的張通榮所贈的「福佑群黎」匾。

- 2001年，連任第十五屆基隆市議員（任期2001年－2005年），並當選基隆市議長。

### 再次連任第十六屆基隆市議員、議長
- 2005年，連任第十六屆基隆市議員（任期2005年－2007年），並連任基隆市議長。

### 投入2007年基隆市市長補選與2009連任基隆市市長
- 基隆市市長（第十五屆；補選）（2007年5月22日－2009年12月20日）

| 號次 | 黨籍       | 姓名   | 得票數 | 得票率 | 當選 |
| ---- | ---------- | ------ | ------ | ------ | ---- |
| 1    | 無黨籍     | 張通賢 | 1105   | 0.93%  | --   |
| 2    | 無黨籍     | 劉文雄 | 33,956 | 28.71% | --   |
| 3    | 中國國民黨 | 張通榮 | 56,115 | 47.44% |      |
| 4    | 無黨籍     | 張潮鐘 | 206    | 0.17%  | --   |
| 5    | 民主進步黨 | 施世明 | 26,908 | 22.75% | --   |

- 基隆市市長（第十六屆）（2009年12月20日－2014年12月25日）

| 2009年基隆市市長選舉結果 | 2009年基隆市市長選舉結果 | 2009年基隆市市長選舉結果 | 2009年基隆市市長選舉結果 | 2009年基隆市市長選舉結果 | 2009年基隆市市長選舉結果 | 2009年基隆市市長選舉結果 |
| 號次                     | 候選人                   | 政黨                     | 得票數                   | 得票率                   | 當選標記                 |                          |
| ------------------------ | ------------------------ | ------------------------ | ------------------------ | ------------------------ | ------------------------ | ------------------------ |
| 1                        | 林右昌                   | 民主進步黨               | 65,673                   | 42.08%                   |                          |                          |
| 2                        | 李步輝                   | 無黨籍                   | 4,391                    | 2.81%                    |                          |                          |
| 3                        | 張通榮                   | 中國國民黨               | 86,001                   | 55.10%                   |                          |                          |
| 選舉人數                 | 選舉人數                 | 選舉人數                 | 299,960                  | 299,960                  | 299,960                  |                          |
| 投票數                   | 投票數                   | 投票數                   | 159,092                  | 159,092                  | 159,092                  |                          |
| 有效票                   | 有效票                   | 有效票                   | 156,065                  | 156,065                  | 156,065                  |                          |
| 無效票                   | 無效票                   | 無效票                   | 3,027                    | 3,027                    | 3,027                    |                          |
| 投票率                   | 投票率                   | 投票率                   | 53.04%                   | 53.04%                   | 53.04%                   |                          |

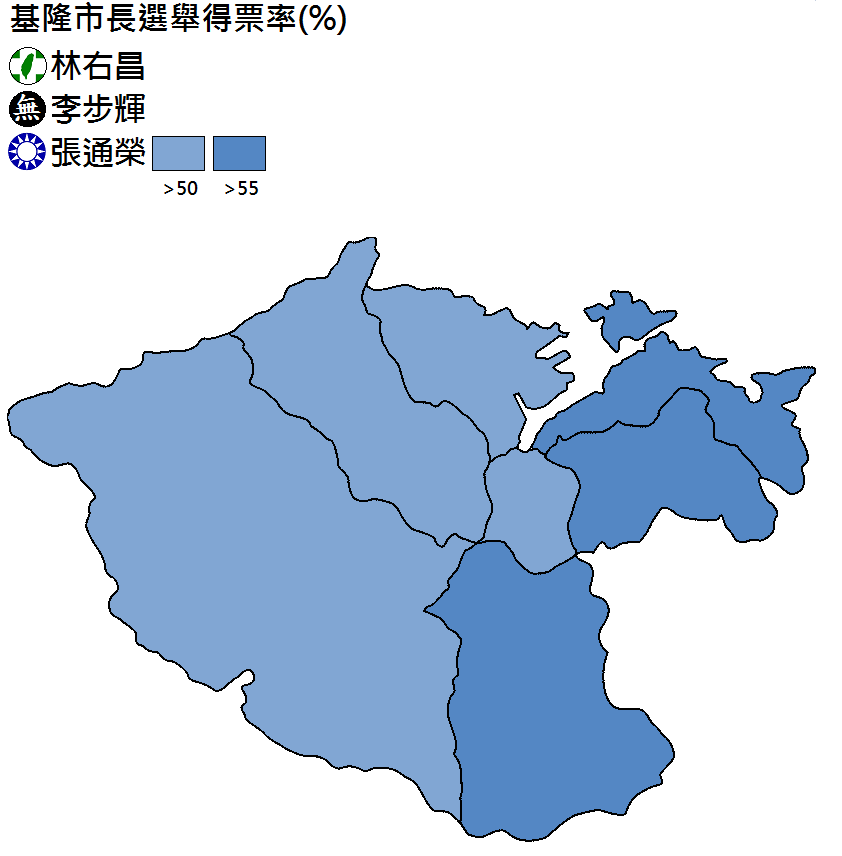
基隆市長選舉得票分布。

此次選舉外界認為張通榮會連任且大贏民進黨推出的林右昌約二十個百分點；不過選舉結果看出，林右昌雖未攻下一城，但是得票率卻只小輸十三個百分點。而此次林右昌的參選也奠定了2014年地方九合一選舉基隆市政黨輪替的基礎。

### 任內爭議
2011年4月27日，媒體報導基隆市政府建造12座跨越田寮河的生肖橋浪費公帑，張通榮在完工典禮說：「市府團隊比狗不如，做到流汗、被嫌到流涎。」〔臺語，意為「工作辛苦，卻遭受巨大抨擊。」〕「以後報紙就『莫交關！』〔臺語，意為「不捧場」〕，我沒有選舉，我不怕。」
2011年11月16日，基隆市議會備詢時，表態倡設「性交易專區」；市議員蔡旺璉質詢時表示，性交易專區是一個「雙面刃」，做得好大家都讚許，做不好就一敗塗地，會讓大家覺得齷齪、骯髒。17日市議會女議員宋瑋莉站出來，公開支持市長設性工作專區，但至今仍未成事。
2012年10月10日，被聯合新聞網報導：張通榮外甥被爆住基隆市政府主管宿舍。
2013年5月13日，被基隆市議員游祥耀拿著去年和當年的市政報告指出，部分內容、標題幾乎一致。。
2013年6月8日，基隆市中山橋行人天橋曾發生崩塌，對於此事，身為市長的張通榮前後說詞反覆，被當作各政論節目主題。
2013年7月底，中國國民黨中央委員候選名單出爐，具貪腐、違法、濫權等爭議的基隆市市長張通榮、彰化縣縣長卓伯源、苗栗縣縣長劉政鴻等人，再度獲中國國民黨主席馬英九提名，排名次序也大幅提前。柯建銘表示，馬英九永遠站在民意的對立面，「這是整個政權要結束的前兆！」。
2014年5月13日，關說酒駕案在法院二審判決，合議庭認為未見張通榮有反省之心，判1年8個月刑期並撤銷緩刑。

## 爭議事件

### 關說酒駕案

#### 起因
2012年9月14日，警方執行酒駕防止勤務，酒醉女子廖美秀拒絕酒測，涉嫌打傷一名女警員的臉頰，警方以妨害公務罪現行犯帶回警察局。基隆市議員沈義傳到分駐所關切，並聯絡市長張通榮。張稍後前往要求警察放人，拍桌、斥罵、以調職、報復威脅在場警員，尤其針對被打傷女警。警察局在壓力下，釋放廖女，過程經監視器錄下，影片被放至Youtube網站上，受到輿論注意與媒體報導，成為新聞事件。媒體報導基層員警和市民批評市長關說太誇張，難怪（施政滿意度民調）會最後一名。張18日稱其前述行為是選民服務，他聽說廖女患有精神疾病，若依妨害公務罪嫌移送怕病情惡化，而到場關心。

#### 司法審判
2012年10月8日，張通榮被基隆地檢署以妨害公務罪等罪起訴。10月9日，被國民黨考紀會停權3個月。
2013年7月26日，一審判決張通榮涉及「教唆公務員縱放人犯罪」、「妨害公務罪」，處有期徒刑1年8個月，緩刑5年，繳交公庫200萬元，義務勞動服務200小時。時任安樂分駐所所長林煌盛以「縱放人犯罪」判2年、緩刑5年，警員廖祥銓以「縱放人犯罪」判6個月，廖美秀以「妨害公務罪」判6個月。其中法官以刑法第74條1項2款作為張通榮緩刑依據，以同項1款作為林煌盛緩刑依據。張獲緩刑理由摘錄如下：
1. 案件經媒體披露後，業遭各方躂伐，已嚴重損及其個人聲譽。
2. 有期徒刑1年8個月，刑度已不輕[註 3]。
3. 受議員請託才至警局，因長期任民代，逢偶發之事又酒後失慮，以為在作選民服務，非謀個人不法之利益。

2013年8月15日檢方以張始終否認犯行，獲判緩刑不當，提起上訴。上訴理由書提及，法院以警員廖祥銓始終否認犯行，不給予緩刑；張通榮同樣始終否認犯行，卻獲得緩刑。法院未說明為何有此差別待遇，適用法律不平等。
2014年5月13日，法院二審結果出爐，合議庭認為未見張通榮有反省之心，判1年8個月刑期，且撤銷緩刑。
2015年6月11日，最高法院撤銷原判，發回臺灣高等法院更審。2015年10月13日臺灣高等法院更一審判決張通榮徒刑1年8月、緩刑5年。臺灣高等法院檢察署收判決書後決定不上訴，全案可望緩刑確定。

#### 監察院調查
2013年7月5日，監委楊美鈴、程仁宏、高鳳仙調查後，楊、程提出彈劾案，經監委開會表決4票對8票未通過，監院未對外作出解釋。
2013年8月13日，監委楊美鈴、程仁宏二度提出彈劾案，表決以6票對6票仍未通過，依《監察法》規定此案不得再提出。8月14日，監院院長王建煊針對彈劾案未通過對媒體表示不滿，認為此結果使監院的標準比法院還要寬鬆，並提到監委多由政治酬庸產生，監院無法行使公平正義，主張由立法院提起修憲案，改革監院。對此，19位監察委員15日發表聯合聲明，批評王建煊對彈劾案的評論。聲明中監委反對彈劾案之理由抄錄如右：
多數參與審查委員，認為事情肇因於刁民違法鬧事與民代關說，市長應召前去，處理時左支右絀，忽卑忽亢，固屬事實，但張通榮之表現乃當前劣質民主與地方自治生態之遺憾。張通榮諸多言行，令人厭惡，但令人厭惡，並不構成彈劾理由。
連署監委未說明所指張處理之事為何，若非「警方依法偵辦」，依照聲明內容只能解讀為「刁民違法鬧事」或「民代關說」，然依一審判決書與9月5日監院公佈之錄影譯文來看，難認張所處理之事非「警方依法偵辦」（且目的為使警方違法縱放人犯），亦難認張處理之事包含「刁民違法鬧事」（未見安撫廖女）或「民代關說」（未見勸退沈義傳）。尚有媒體報導，1未具名監委稱，有些民代出身的監委認為，「張通榮施壓是做給陳情民眾看的，」非真干預員警辦案。若報導與監委所言為真，則部分監委不認同一審判決，認為承辦警員與所長在未被干預的情況下縱放了妨害公務罪嫌犯。
2013年8月15日，親民黨副秘書長劉文雄稱，據其消息來源，張通榮疑在基隆長榮桂冠酒店五次宴請監委，時間點如右：2012年10月底、2013年3月中、6月中、7月5日、8月初。監院網站16日登出聲明，說明地方巡察制度，以及監委黃煌雄、余騰芳在前一年10月至當年6月三次巡察基隆的行程。基隆市府發言人李梁否認有上述情形，稱監委曾三次巡察基隆，午餐均自理，張未參與用餐，且監院7月5日與8月初兩次開會當天，未安排與監委餐敘。監委吳豐山稱看到新聞後向余騰芳查證，余說過去一年他們對基隆的三次地方巡察，都依慣例與陪同官員吃便當，餐後與市府各自付錢。
2013年9月5日，監院公布張通榮涉嫌關說警察縱放人犯案的調查報告，
|    | 張在分駐所內公然斥罵所長林煌盛「沒有講話餘地」、對處理酒駕案的警員王亭鈞先問「是不是可以不要用妨害公務來辦？…市長已經出面了…，議員也出面了…」繼而拍桌嗆聲「我就請你們局長來，沒關係…」還手指王威脅「你們就試試看，妳就趕快請調，不要在基隆，我市長就針對妳…」「妳很用心，妳很了不起，我就請妳王署長（警政署長王卓鈞）來，給妳獎勵，然後我請王署長給妳調走，我基隆市的市長不願意看到這麼用心、這麼認真的同仁在基隆受委屈，我就這麼計畫，沒關係，妳就這樣辦…」接著以手大力拍值班台揚言「我要叫你們邱局長(邱豐光)馬上到這邊來！林所長假如在基隆想幹的話，我告訴你…我市長很沒面子，議員也在這裡喔，沒面子我都無所謂了，安樂所很大，安樂所很了不起，…我市長我承擔，你叫邱局長馬上過來！」等行徑，全被所內監視錄影設備拍攝下來。 |
| —— | |

9月5日監院各委員會召集人會議中，程仁宏主張，彈劾案，特別是縣市首長與部會首長層級以上者應具名表決。過去未過的彈劾案依規定不對外洩露，應改為適度呈現投票結果，接受外界檢驗。會議決議交監院副祕書長組成專案小組，研議出方案送院會討論。

## 政治歷程

### 2007年基隆市長補選
| 號次 | 黨籍       | 姓名   | 得票數 | 當選 |
| ---- | ---------- | ------ | ------ | ---- |
| 1    | 無黨籍     | 張通賢 | 1,105  |      |
| 2    | 無黨籍     | 劉文雄 | 33,956 |      |
| 3    | 中國國民黨 | 張通榮 | 56,115 |      |
| 4    | 無黨籍     | 張潮鐘 | 206    |      |
| 5    | 民主進步黨 | 施世明 | 26,908 |      |

### 2009年基隆市長選舉
| 號次 | 黨籍       | 姓名   | 得票數 | 當選 |
| ---- | ---------- | ------ | ------ | ---- |
| 1    | 民主進步黨 | 林右昌 | 65,673 |      |
| 2    | 無黨籍     | 李步輝 | 4,391  |      |
| 3    | 中國國民黨 | 張通榮 | 86,001 |      |

## 評價

### 媒體評價
- 2011年7月1日，遠見雜誌評比3顆星市長，與台中市長胡志強並列榜尾。
- 2011年9月7日，天下雜誌評比縣市長滿意度排名第二十二名，倒數第一名。
- 2012年5月30日，遠見雜誌評比3顆星市長，與台北市長郝龍斌並列最後[33]。
- 2012年，天下雜誌幸福城市調查：縣市長滿意度調查，基隆市長張通榮排名全台縣市長第22名，最後一名[34]。
- 2012年10月11日，新新聞施政滿意度調查：基隆市長張通榮 第二十二名（最後一名）[35]。

### 自我評價
- 2012年9月5日，張通榮自評「最混蛋的市長、最差勁的市長」[36]。

## 家庭
張通榮之子張淵翔曾任基隆市中正區長潭里里長，2014年參與基隆市議員選舉，但落選。2018年當選基隆市議員。2025年涉嫌盜用個資醜聞。

## 註
1. ↑  另錄判決書罪名如次：廖美秀犯刑法第135條第1項之對依法執行職務之公務員施強暴罪；張通榮犯刑法第135條第1項之對依法執行職務之公務員施脅迫罪及同法第29條、第163條第1項之教唆公務員縱放職務上依法逮捕拘禁之人罪；林煌盛犯刑法第163條第1項之公務員縱放職務上依法逮捕之人罪，與廖為共同正犯；廖祥銓犯刑法第163條第1項之公務員縱放職務上依法逮捕之人罪，與林為共同正犯。
2. ↑  抄錄前述條文如次：受二年以下有期徒刑、拘役或罰金之宣告，而有下列情形之一，認以暫不執行為適當者，得宣告二年以上五年以下之緩刑，其期間自裁判確定之日起算：
　　一、未曾因故意犯罪受有期徒刑以上刑之宣告者。
　　二、前因故意犯罪受有期徒刑以上刑之宣告，執行完畢或赦免後，五年以內未曾因故意犯罪受有期徒刑以上刑之宣告者。
來源：維基文庫的中華民國刑法（民國100年11月修正）
3. ↑  張犯兩罪中，刑度較重之教唆公務員縱放職務上依法逮捕拘禁之人罪，其刑度為一年以上、七年以下有期徒刑。見維基文庫的中華民國刑法（民國100年11月修正），第29條、第163條1項。然輕重與否或需參酌過去類似判例。

## 外部連結
- 基隆市長補選／馬英九替張通榮站台　親民黨挺劉文雄
- 橘營：張通榮因賄選被判刑 （页面存档备份，存于）

| 中華民國政府職務                   | 中華民國政府職務                                              | 中華民國政府職務 |
| ---------------------------------- | ------------------------------------------------------------- | ---------------- |
| 基隆市政府                         |                                                               |                  |
| 前任： 陳重光（代理） 正任：許財利 | 基隆市市長 第十五屆補選、十六屆 2007年5月22日－2014年12月25日 | 繼任： 林右昌    |